# 安庫德灣
安庫德灣是智利的海灣，屬於太平洋的一部分，由湖大區負責管轄，分隔奇洛埃島和該國大陸，南面與科爾科瓦多灣相接，西北面是查考海峽。

## 外部連結
- Satellite map of Golfo de Ancud